# A Ben 10 és az idegen erők epizódjainak listája
Ez a lap a Ben 10 és az idegen erők című sorozat epizódjait mutatja be.

## Évados áttekintés
| Évadok | Évadok   | Epizódok | Eredeti sugárzás     | Eredeti sugárzás    |
| Évadok | Évadok   | Epizódok | Évadpremier          | Évadfinálé          |
| ------ | -------- | -------- | -------------------- | ------------------- |
|        | 1        | 13       | 2008. április 18.    | 2008. augusztus 31. |
|        | 2        | 13       | 2008. október 10.    | 2009. március 3.    |
|        | 3        | 20       | 2009. szeptember 11. | 2010. március 26.   |
|        | Mozifilm | Mozifilm | 2009. november 25.   | 2009. november 25.  |

## 1. évad – DNAlienek
Ben 10 visszatér 1. rész (Ben 10 Returns: Part One)
Miután Max nagypapa eltűnik, Ben és Gwen elhatározzák, hogy befejezik legutóbbi munkáját, miközben keresik őt. Miközben Ben azon gondolkodik, hogy használja-e újra az Omnitrixet, találkoznak Magister Labriddal, Max Idegen partnerével. Elvezeti őket egy fegyverkereskedelemhez, ami az Örök Lovagok, DNAlienek és Kevin Levin között zajlik. Kevint elkapják de az Örök Lovagok elmenekülnek, magukkal víve egy fegyveres ládát. Kevinnek nem kellett fizetni tetteiért, mert elvezette őket az Örök Lovagok rejtekhelyére, ahol is találkoztak egy robotsárkánnyal.